# Parafia Świętych Apostołów Piotra i Pawła w Trutnowach
Parafia Świętych Apostołów Piotra i Pawła w Trutnowach – parafia rzymskokatolicka znajdująca się w archidiecezji gdańskiej, w dekanacie Żuławy Steblewskie. Erygowana 2 lutego 1982 roku.
Od 2015 roku proboszczem parafii jest ks. kan. Zbigniew Kerlin.